# Fédération bonairienne du travail
La Federación Boneriana di Trabao (FEDEBON - Fédération bonairienne du travail) est une fédération syndicale de Bonaire. Elle est affiliée à la Confédération syndicale internationale et à la Confédération syndicale des travailleurs et travailleuses des Amériques.